# Castello di Philippsruhe
Il Castello di Philippsruhe (in tedesco Schloss Philippsruhe) è un castello della città di Hanau, in Assia, Germania.

## Storia

### Le origini
Nel 1594 il conte Filippo Luigi II di Hanau-Münzenberg acquistò il terreno dell'area ove attualmente sorge il castello, con l'intento di costruirvi una casa di campagna in forma di castello fortificato. Questa struttura, ad ogni modo, venne pesantemente danneggiata nel corso della Guerra dei Trent'anni e venne abbattuta.

### La costruzione del castello

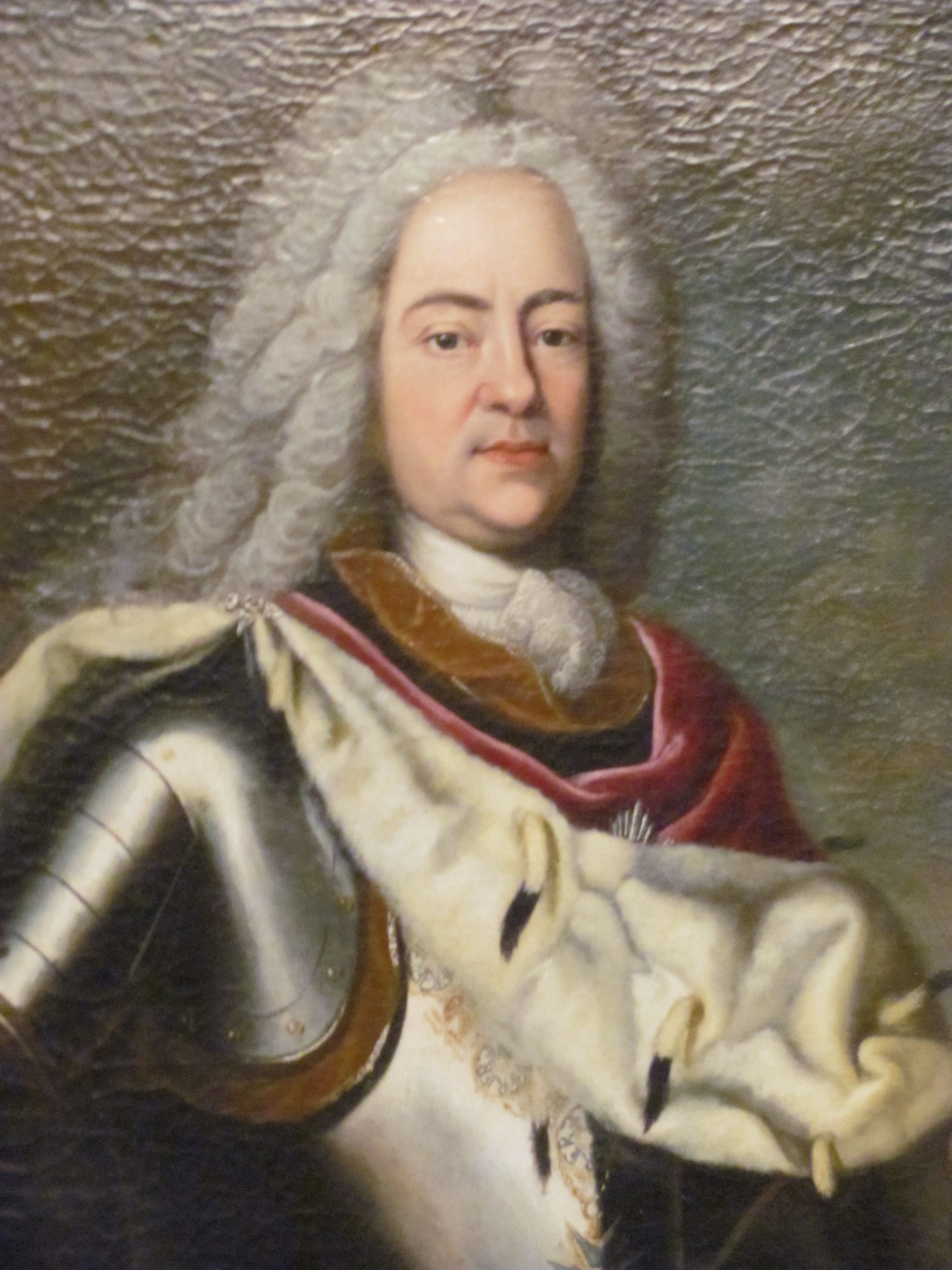
Il conte Filippo Reinardo di Hanau-Münzenberg, iniziato della costruzione del castello di Philippsruhe

Alla fine del XVII secolo, il conte Filippo Reinardo di Hanau-Münzenberg decise di riprendere il progetto del padre e di costruire sul medesimo sito della distrutta residenza un nuovo castello nella forma di un palazzo barocco con giardini alla francese.

La costruzione dell'edificio principale iniziò nel 1701. La pianta del palazzo si rifà al progetto del castello di Clagny, in Francia, progettato sotto il regno di Luigi XIV da Jules Hardouin-Mansard come residenza per la marchesa di Montespan, una delle amanti del sovrano francese. 

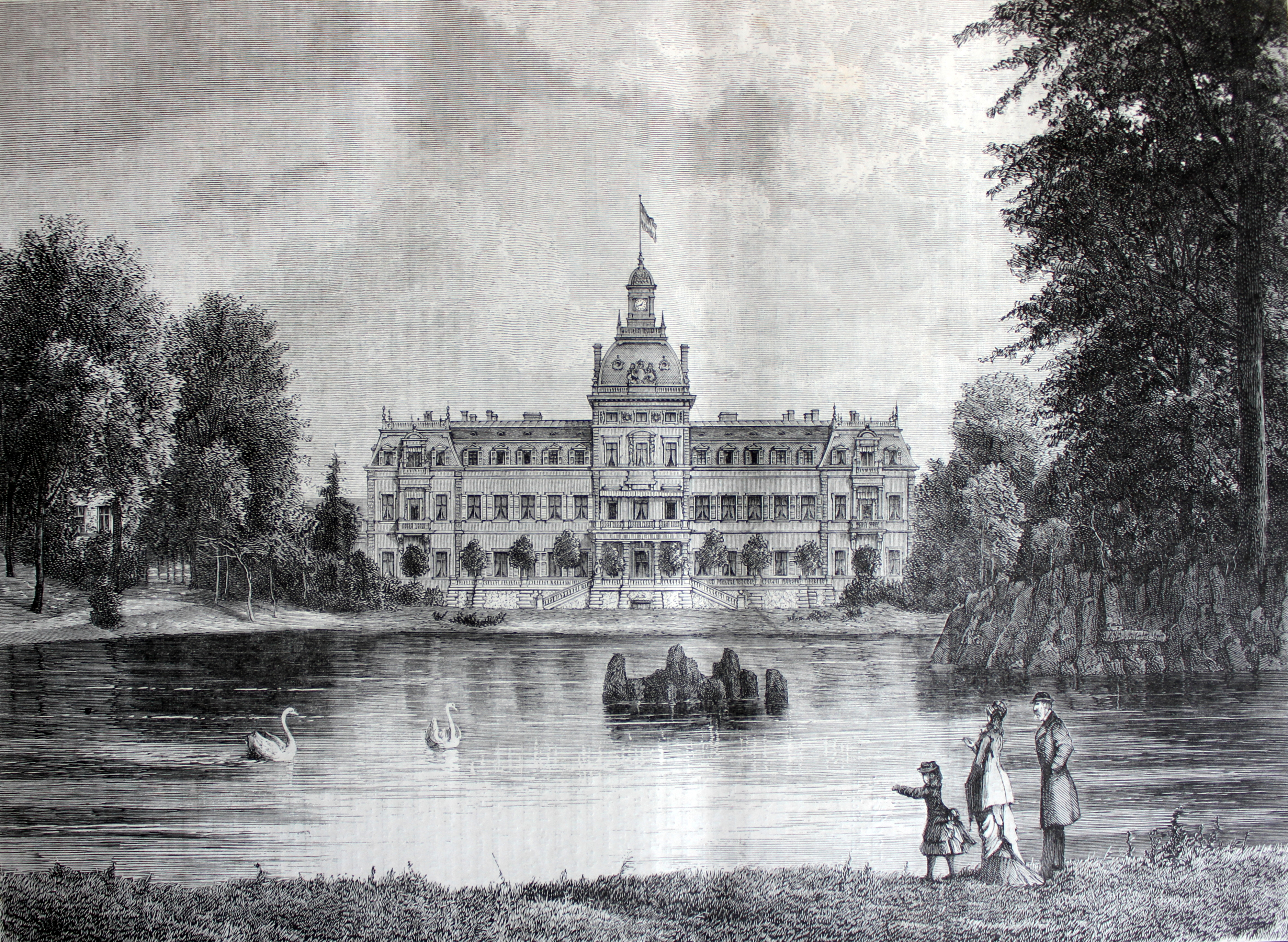
Il castello di Philippsruhe in una stampa ottocentesca

Da questi progetti l'architetto per il castello di Philippsruhe, Julius Ludwig Rothweil, trasse le sue principali ispirazioni, oltre a curarne le prime fasi di costruzione. Appena un anno dopo l'inizio dei lavori, ad ogni modo, il conte Filippo Reinardo affidò il progetto all'architetto francese Jacques Girard che iniziò la costruzione delle ali laterali dell'edificio nel 1706.
L'ultimo conte di Hanau, Giovanni Reinardo III di Hanau, nel 1720, affidò i lavori ad un altro architetto francese, monsieur Bonde, che realizzò anche l'orangerie all'estremità occidentale del parco, il cui tetto però dovette essere ricostruito nel 1736 ad opera dell'architetto tedesco Christian Ludwig Hermann a causa di infiltrazioni di acqua piovana.

### Il castello come residenza della casata d'Assia

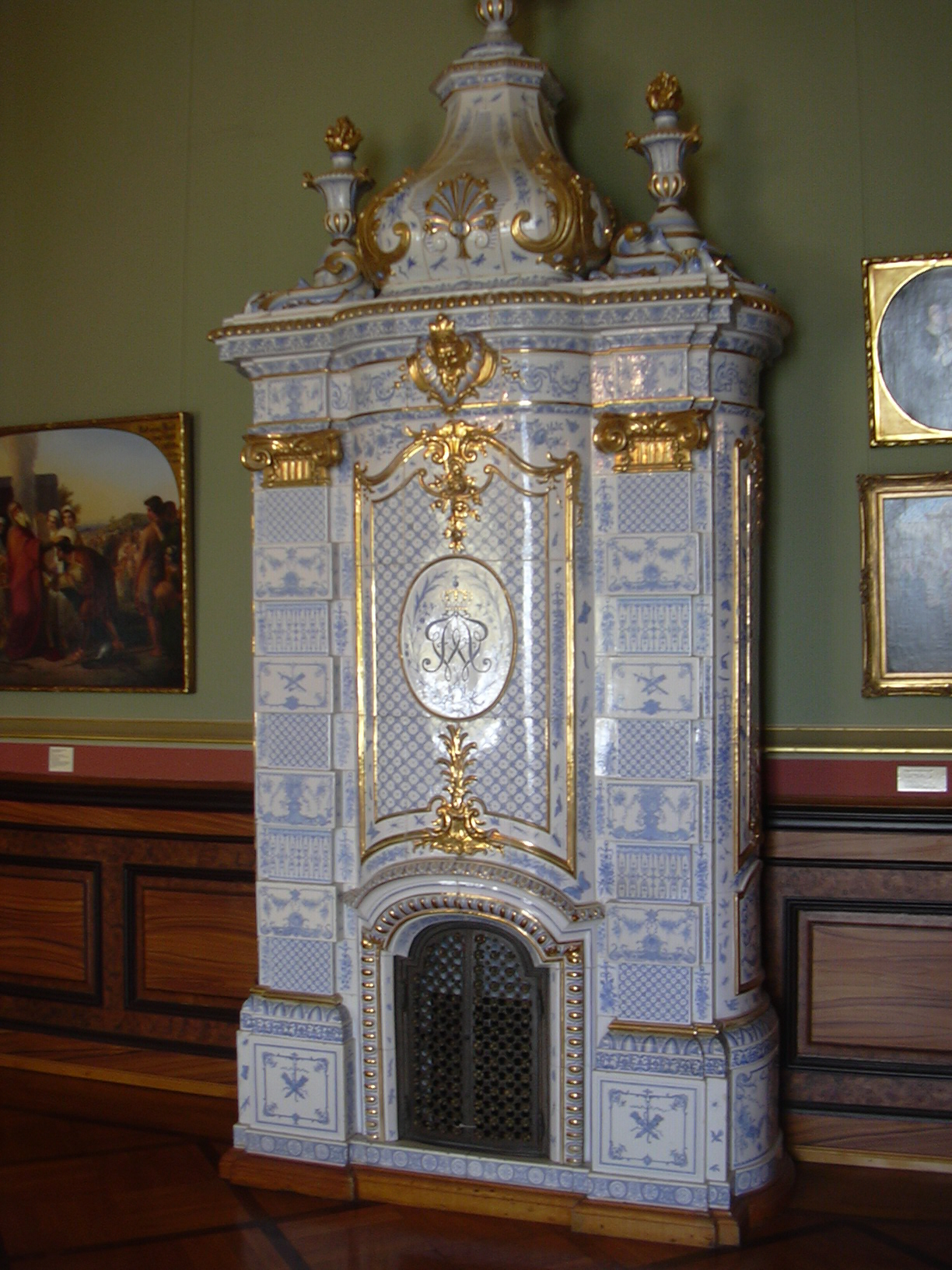
Una delle artistiche stufe in ceramica del castello con dipinto il monogramma di Federico Guglielmo d'Assia-Rumpenheim.

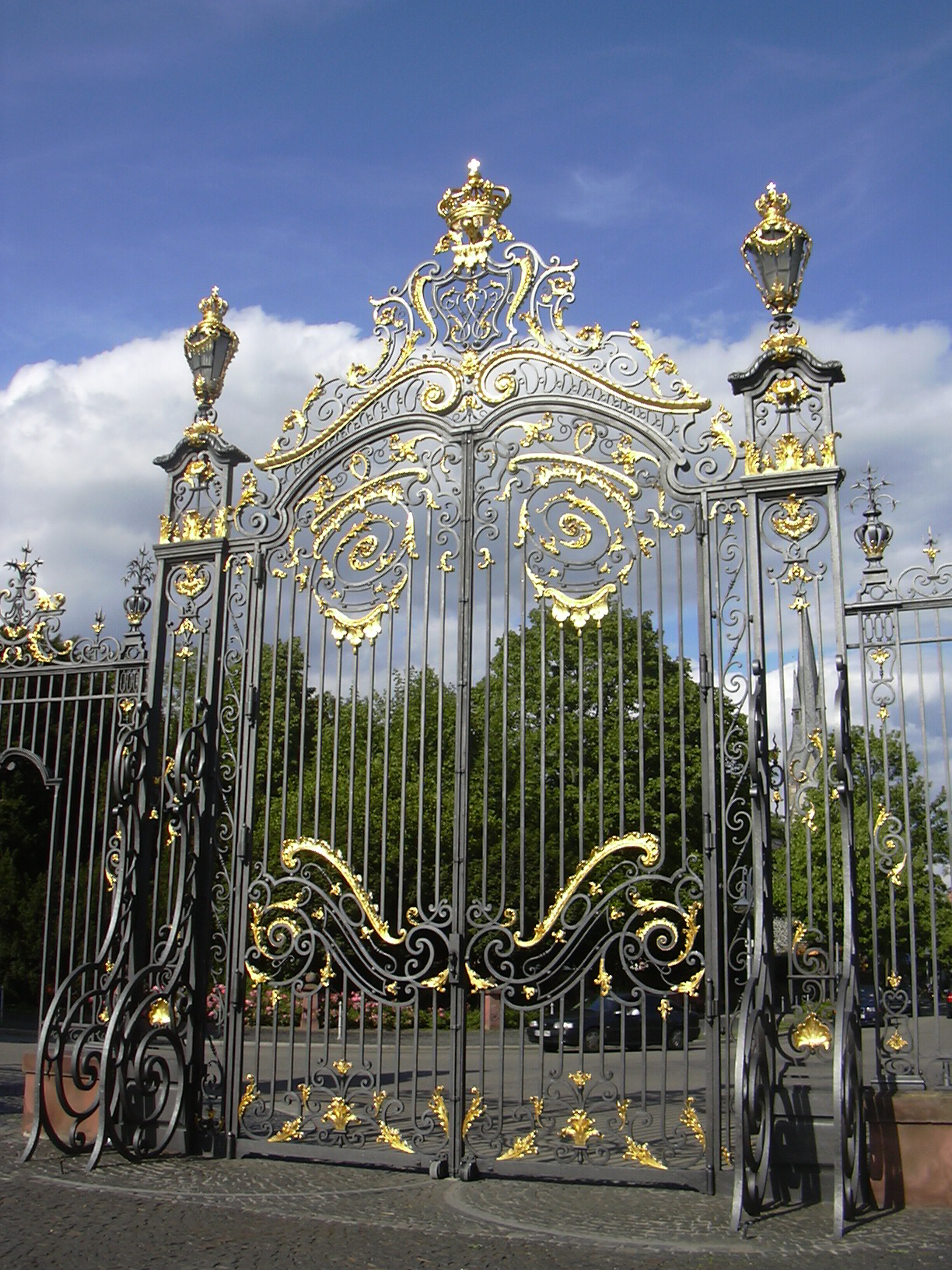
L'artistico cancello in ferro battuto del 1879

Dopo la morte dell'ultimo conte di Hanau, il castello di Philippsruhe divenne proprietà dei langravi e poi elettori d'Assia-Kassel per eredità. Questi si occuparono attivamente della struttura a partire dal 1736, ma grande impulso venne dato alla struttura dell'elettore Guglielmo II d'Assia il quale vi fece costruire attorno al 1830 una Coffee house nella parte sud-occidentale del giardino del palazzo. Guglielmo II fece ridisegnare completamente gli interni delle stanze del palazzo in stile neoclassico secondo il gusto dell'epoca, compresi i mobili, oggi in gran parte perduti.
L'unico ambiente rimasto intatto di questo periodo è il salone da ballo (il cosiddetto "Salone Bianco"), contraddistinto dalla presenza di otto colonne corinzie e stucchi bianchi in stile antico (a foglie di acanto). Tale sala è stata restaurata completamente nel 2016/2017.
Dal momento che l'ultimo elettore Federico Guglielmo d'Assia non ebbe discendenti legittimi, alla sua morte tutti i suoi possedimenti e titoli passarono al ramo degli Assia-Rumpenheim nella persona di Federico Guglielmo. Questi, particolarmente affezionato al castello di Philippsruhe, si occupò attivamente della struttura ed avviò importanti lavori di ristrutturazione ed ampliamento del palazzo tra il 1875 ed il 1880, conferendo ad esso l'aspetto attuale. Federico Guglielmo affidò i lavori all'architetto danese Ferdinand Meldahl, coadiuvato dal collega di Francoforte, Richard Dielmann, i quali si occuparono inoltre di realizzare un sistema di riscaldamento a stufe di ceramica. In precedenza tali stufe non erano mai state impiantate nell'edificio in quanto esso veniva utilizzato esclusivamente come residenza estiva e pertanto non necessitava di riscaldamento. Nel 1879 alla struttura venne aggiunto un artistico cancello in ferro battuto progettato e realizzato a Parigi su richiesta dell'elettore.
Dopo il completamento dei lavori, la famiglia elettorale visse al castello sino al 1918 quando venne costretta ad abbandonare i propri domini dopo la caduta dell'Impero tedesco. Il castello passò di proprietà al comune di Hanau nel 1919, il quale cercò di vendere all'asta la struttura, senza però trovare alcun acquirente disposto ad acquistarlo. Rimasto di proprietà della comunità locale, nel 1943, per proteggerli dai bombardamenti, i mobili del castello vennero in gran parte trasferiti al Castello di Fasanerie nei pressi di Fulda; col senno di poi questa decisione si rivelò completamente sbagliata poiché Philippsruhe rimase illeso dagli attacchi, mentre Fulda venne colpita a più riprese.
Dopo la fine della seconda guerra mondiale, dal 1950 la città di Hanau si servì del castello per accogliervi il municipio cittadino in quanto la storica sede comunale posta sulla piazza del mercato della città era stata distrutta da un pesante bombardamento aereo del 19 marzo 1945. Nel 1964 l'amministrazione comunale fu in grado di trasferirsi nel municipio ricostruito nel centro della città e nel 1967 il castello venne riaperto come museo.
Il 7 agosto 1984, il castello venne colpito da un incendio che danneggiò gravemente la parte superiore della cupola che andò distrutta. Dopo accese discussioni, si decise nella campagna di ricostruzione che seguì di realizzare la cupola secondo lo stile originario del progetto, senza orpelli barocchi. Con l'aiuto di fotografie storiche, l'architettura interna venne ricostruita come al tempo di Federico Guglielmo d'Assia-Rumpenheim, ma alcune opere d'arte del museo andarono irrimediabilmente perdute.
L'orangerie nel giardino venne riaperta come esposizione delle carrozze del palazzo. Essa è stata completamente restaurata nel 2002 riportandola al progetto originario. In essa e nella vicina Coffee house si tengono oggi eventi come l'annuale Festival delle fiabe dei fratelli Grimm o concerti di musica.

## I giardini

### Il parco barocco

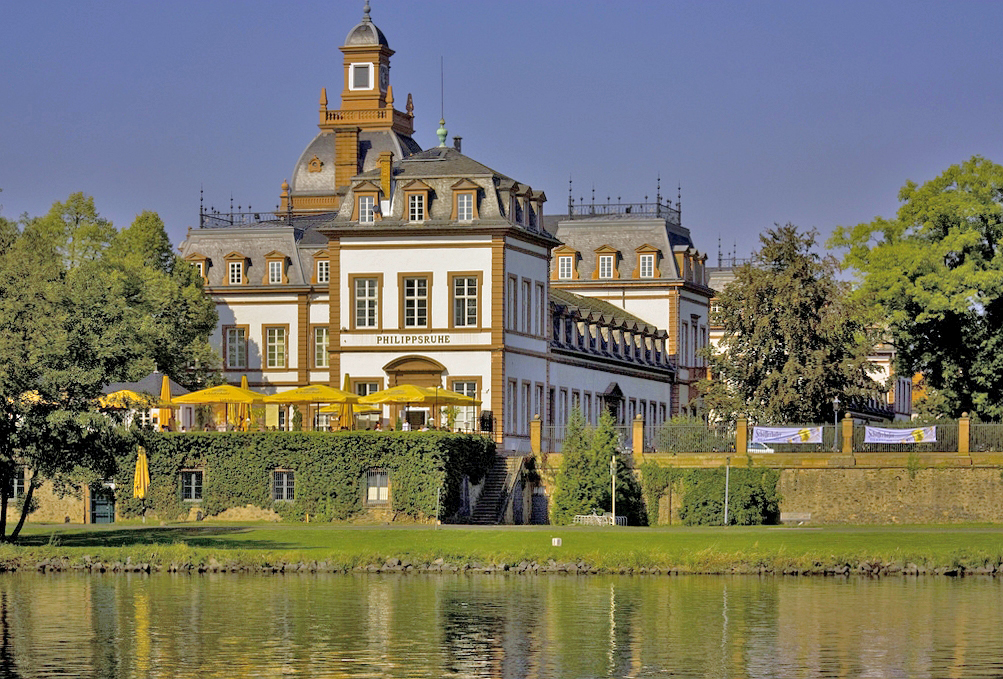
Il castello di Philippsruhe col fiume Meno in primo piano, che scorre parallelo ai giardini

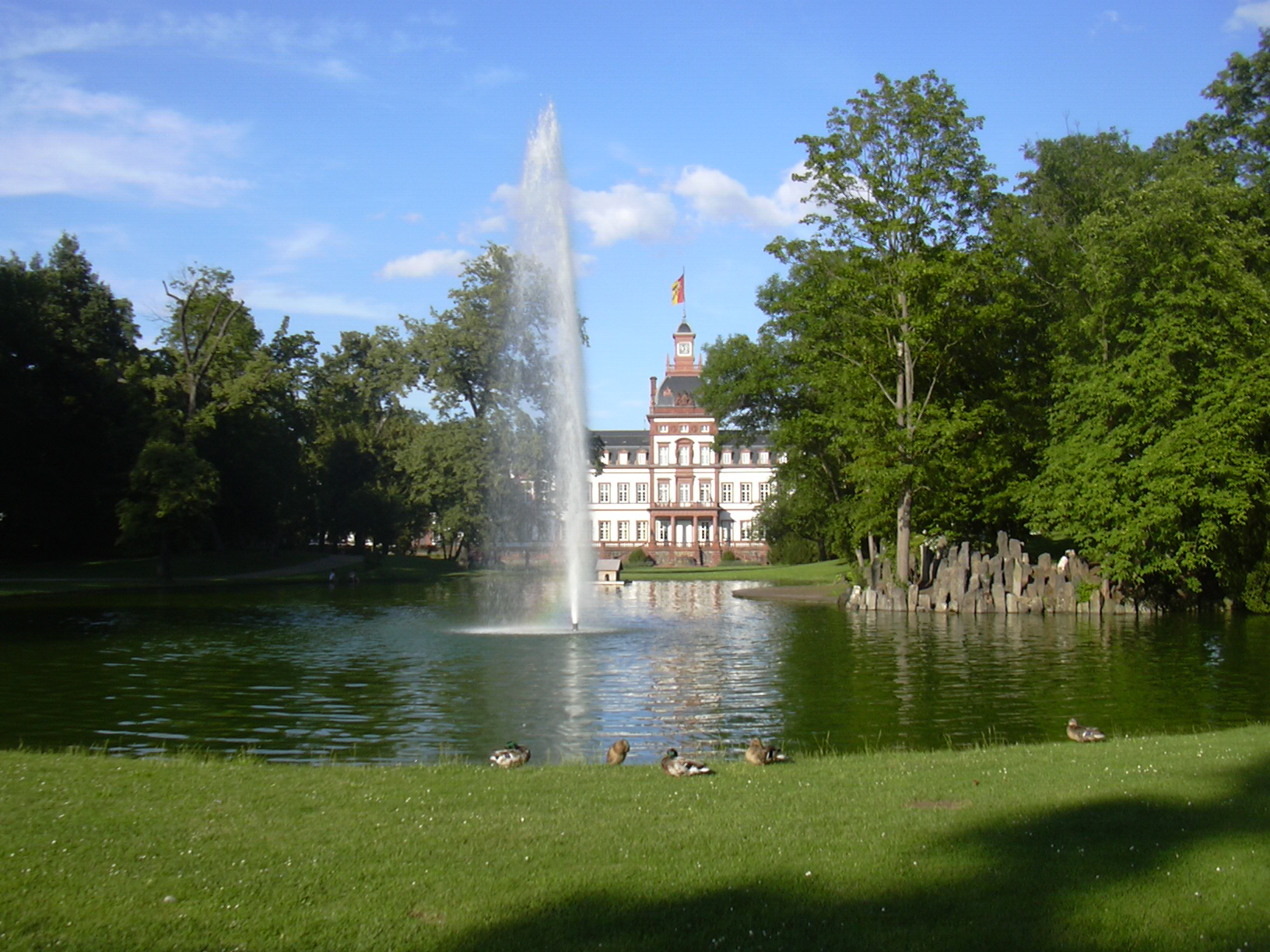
L'asse prospettico del giardino del castello con la grande fontana centrale

Il giardiniere di corte Marx Doßmann iniziò il progetto dei giardini del castello per conto dell'ultimo conte, Giovanni Reinardo III di Hanau-Lichtenberg, realizzando già dal 1696 uno schema per i giardini che avrebbero dovuto sorgere già prima della costruzione del castello stesso per fornire alle piante il tempo necessario per crescere. Responsabile delle piantumazioni fu il giardiniere Schneider. Dall'estate del 1721, questi venne sostituito da Johann David Fülck, già giardiniere di corte del principe Rudolf Franz Erwein von Schönborn, dal quale era stato licenziato per un alterco.
Il giardino del parco si estendeva lungo il corso del fiume Meno, in direzione est-ovest, dal quale traeva le acque per il funzionamento delle proprie fontane. Le aiuole presenti erano incorniciate da siepi di bosso, viali affiancati da tigli, querce, ciliegi e un'area coltivata ad orto per il sostentamento della corte, posta nei pressi dell'orangerie.

### Il giardino all'inglese

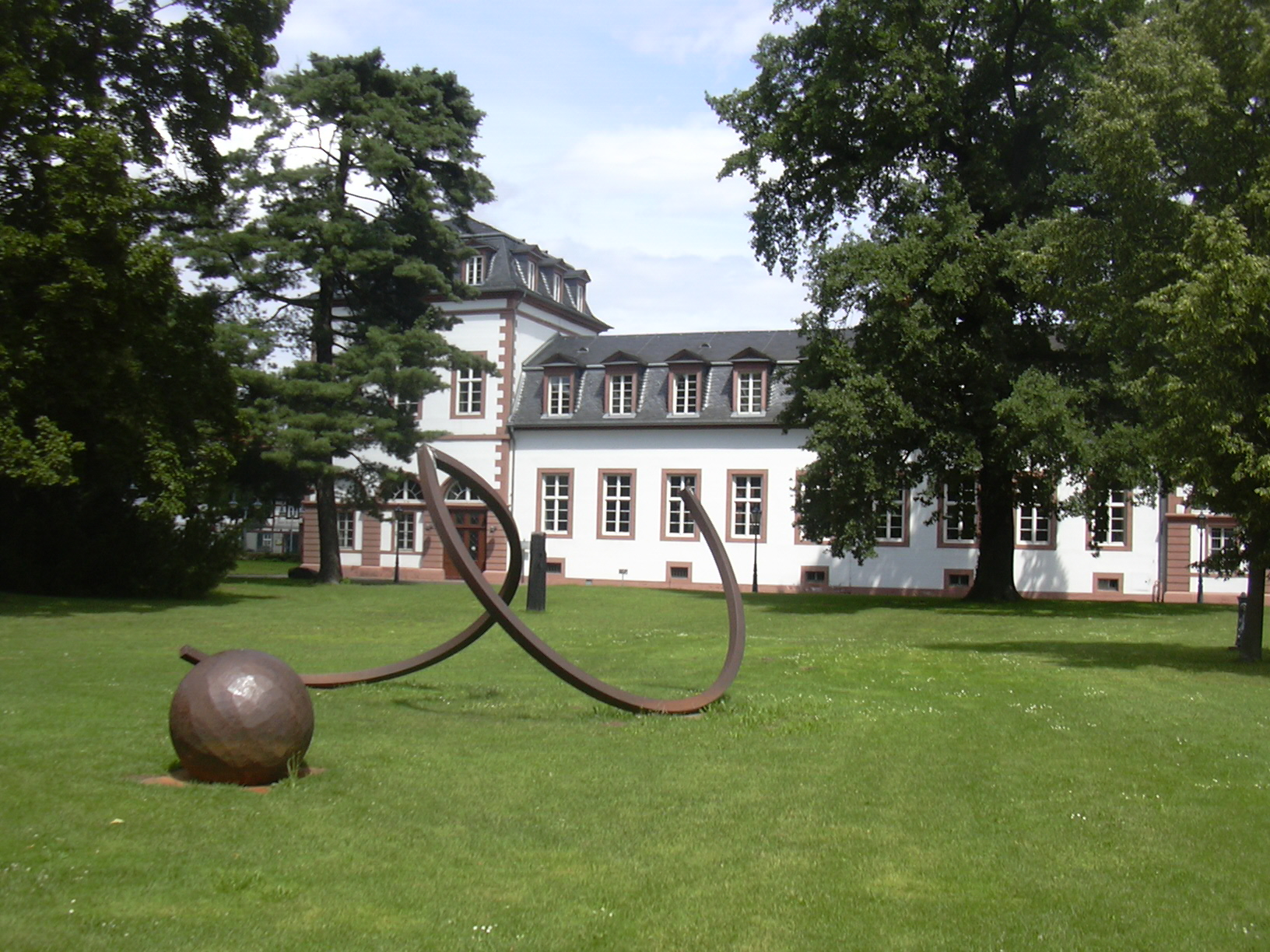
Il giardino del castello di Philippsruhe con una delle moderne sculture artistiche che lo adornano dagli anni '80 del Novecento

Tra il 1840 ed il 1880, gli elettori dell'Assia-Kassel prima ed i membri degli Assia-Rumpenheim poi, fecero ridisegnare completamente il giardino barocco originario del castello, sostituendolo con un giardino all'inglese per merito del giardiniere svedese Jens Person Lindahl (che in seguito progettò anche il Ringpark di Würzburg). Tuttavia, alcuni elementi del giardino barocco, come i viali di tiglio, le querce storiche e le aiuole sulle terrazze del palazzo, vennero conservati ed integrati nel progetto. Anche l'area del giardino venne ulteriormente espansa, portandola all'estensione attuale di 8,6 ettari.
Dalla metà del XX secolo, il parco iniziò a soffrire di un'adeguata manutenzione: i tigli morti e altri alberi di valore non vennero sostituiti ed i prati erano perlopiù lasciati incolti. Anche il laghetto centrale della struttura finì per prosciugarsi quasi completamente al punto che l'acqua al suo interno era talmente bassa che in inverno si ghiacciava completamente, andando a costituire una vera e propria pista di ghiaccio per gli abitanti della città.
Nel 1986, nel 1988 e nel 1990, iniziò la riqualifica completa del parco con tre gare per la realizzazione di una serie di sculture da installare nel parco, realizzate da artisti di fama internazionale come quelle di Alf Lechner. Andò così a costituirsi il parco delle sculture del castello di Philippsruhe.
In occasione della manifestazione Landesgartenschau Hanau del 2002, i giardini vennero riportati al loro antico splendore seguendo gli schemi voluti da Lindahl con la piantumazione di nuovi alberi (tra essi tigli, frassini, aceri, castagni e faggi rossi) oltre a ripristinare il funzionamento della fontana centrale dell'asse prospettico del giardino del castello.